# Verfluchter Mist
Verfluchter Mist (Originaltitel: The Pride of Jesse Hallam, Fernsehtitel: Hut ab vor Mister Hallam, DVD-Titel: Der Analphabet) ist ein US-amerikanischer Fernsehfilm aus dem Jahr 1981 mit Johnny Cash und Brenda Vaccaro in den Hauptrollen.

## Handlung
Jesse Hallam ist ein Bergarbeiter in Muhlenberg, Kentucky, dessen Frau vor kurzem gestorben ist und der vor kurzem auch seine Arbeit verloren hat. Seine Tochter Jenny muss am Rücken operiert werden und das nächstgelegene Krankenhaus, das den Eingriff erfolgreich durchführen kann, befindet sich in Cincinnati, Ohio. Er verkauft die Familienfarm an seinen Schwager Charlie, erhält 15.000 Dollar in bar und fährt mit Jenny und seinem Sohn Ted nach Cincinnati, um ein neues Leben zu beginnen.
Dort angekommen, meldet Jesse Jenny im Krankenhaus an und bezahlt ihre Operation. Nachdem er Ted an der Highschool angemeldet hat, macht sich Jesse auf die Suche nach Arbeit. Als ihm jedoch ein Formular vorgelegt wird, das er ausfüllen soll, macht er einen Rückzieher und geht. Seine Bemühungen scheinen vergeblich, bis er Zeuge wird, wie ein Verkäufer versucht, einen älteren Obsthändler zu betrügen, indem er ihm minderwertige Äpfel verkauft. Jesse schreitet ein und verhindert den Betrug. Der Lebensmittelhändler, ein italienischer Einwanderer namens Sal Galucci, bietet Jesse sofort einen Job an.
Bald darauf erfährt Jesse, dass sein Führerschein abgelaufen ist, als er ein Stoppschild überfährt und von einem Polizisten angehalten wird. Als Jesse Sal beim Aufbau eines Standes auf einem Bauernmarkt hilft, tadelt Sal ihn dafür, dass er seine Waren auf einen mit einem anderen Namen gekennzeichneten Platz gestellt hat. Sal erkennt daraufhin, dass Jesse Analphabet ist. Er überredet Jesse, Sal zu erlauben, dass seine Tochter Marian, die auch Teds Schulleiterin ist, ihn unterrichtet.
In der Zwischenzeit kämpft Ted mit schulischen Problemen, insbesondere mit dem Lesen. Aus diesem Grund hat er auch soziale Probleme, was dazu führt, dass er mit einer Gruppe wilder Freunde aus der Schule abhängt. Dies gipfelt darin, dass ein Polizeibeamter Ted zu Jesse nach Hause bringt, nachdem dieser Alkohol konsumiert hat.
Jesse macht weiterhin gute Fortschritte beim Lesen, bis Marian ihm ein Exemplar von Ernest Hemingways Der alte Mann und das Meer schenkt, was Jesse weiter inspiriert. Sie schlägt ein Sommerleseprogramm an der Highschool vor, das ihn in eine höhere Klasse versetzen würde. Nachdem Jesse jedoch den schriftlichen Teil seiner Führerscheinprüfung nicht bestanden hat, wird er entmutigt und beschließt, nach Kentucky zurückzukehren, was Ted gefällt.
Nach dem Ende des Schuljahres bringt Ted sein Zeugnis mit nach Hause, und als Jesse ihn darauf anspricht, sagt er, er habe eine Eins in Sport und eine Vier in Mathematik bekommen. Jesse erfährt, dass Ted von der Schule geflogen ist. In allen anderen Fächern, für die er lesen können muss, ist er durchgefallen.
Die Schlussszene zeigt, wie Jesse und Ted in der Highschool zu dem Leseförderungskurs erscheinen, den Marian Jesse zuvor vorgeschlagen hatte. Der Lehrer ruft die Namen auf, und Jesse und Ted sagen stolz „hier“, als ihre Namen aufgerufen werden.

## Dreharbeiten und Veröffentlichung
- Der Film wurde in Cincinnati und im ländlichen Kentucky gedreht,[1] die Erstausstrahlung im US-amerikanischen Fernsehen erfolgte am 3. März 1981 auf CBS.[2] In Deutschland wurde der Film erstmals 1984 auf VHS veröffentlicht.[3] Im deutschen Fernsehen lief er zum ersten Mal am 28. März 1986 im ZDF.

## Kritik
„Eine ebenso einfühlsame wie unterhaltende Beschreibung der Probleme eines Analphabeten. Wegen der hohen Qualität von Buch, Regie und Darstellern ein interessanter und sympathischer Beitrag zu einem ernsten Thema.“